# Tour de Campomoro
La tour de Campomoro (en corse : torra di Campumoru) est une tour génoise située dans la commune de Belvédère-Campomoro, dans le département français de la Corse-du-Sud.

## Protection
La tour de Campomoro est inscrite monument historique par arrêté du 4 août 1992.